# Tàngara capverda
La tàngara capverda (Tangara seledon) és un ocell de la família dels tràupids (Thraupidae).

## Hàbitat i distribució
Habita boscos, clars, vegetació secundària i parcs de les terres baixes al sud-est del Brasil, est de Paraguai i nord-est de l'Argentina.